# 112 Iphigenia
112 Iphigenia (in italiano 112 Ifigenia) è un piccolo asteroide della Fascia principale estremamente scuro. Ha probabilmente una composizione carboniosa primitiva.
Iphigenia fu scoperto il 19 settembre 1870 da Christian Heinrich Friedrich Peters dall'osservatorio dell'Hamilton College di Clinton. Fu battezzato così in onore di Ifigenia, figura della mitologia greca, figlia di Agamennone e Clitennestra.